# Maestro de Soriguerola

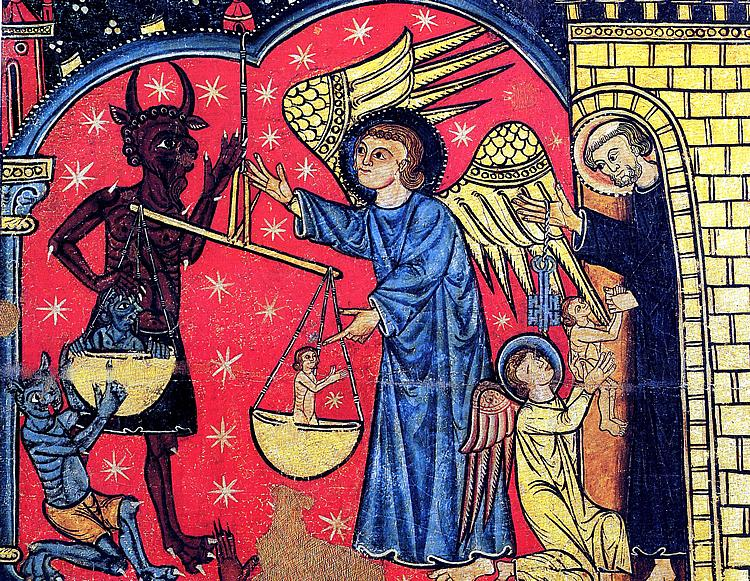
Detalle del altar de la Iglesia de Sant Miquel de Soriguerola, actualmente en el Museo Nacional de Arte de Cataluña (MNAC).

Maestro de Soriguerola (c. 1230 -?). De nombre desconocido, fue un pintor activo en la baja Cerdaña durante el siglo XIII, autor, entre otras obras, del frontal del altar de la iglesia de Sant Miquel de Soriguerola, pintado sobre madera, representando la psicostasis con San Miguel y el demonio pesando las almas, que actualmente se encuentra en el Museo Nacional de Arte de Cataluña. En la parte baja de este altar se encuentra la escena de la Santa Cena así como la lucha de San Miguel con el dragón.
En el Museo Episcopal de Vich también se pueden ver otros laterales de altar suyos, realizados al temple sobre madera. Estos provienen de la Vall de Ribes y muestran a San Pedro y San Pablo.

## Obra
La obra del Maestro de Soriguerola y de su círculo muestra el paso del románico al gótico, pasando del esquematismo del primero al expresionismo del segundo.

## Obra atribuida
- Frontal de San Miguel, altar de la Iglesia de Sant Miquel de Soriguerola, actualmente en el MNAC.[3]
- Altar con San Pedro y San Pablo, actualmente en el Museo Episcopal de Vich
- Frontales de San Vicente de la Llagona, al Capcir
- Frontal de la Iglesia de Santa Eugenia de Saga, actualmente en el Museo de Artes Decorativas de París
- Pintura mural en el ábside de Sant Andreu de Angostrina, en la Cerdaña.
- Pintura mural en la capilla de Santa María Magdalena y en la iglesia de Sant Vicenç de Rus
- Pintura mural en una sala del Monasterio de Ripoll